# Das Schloß meiner Mutter
Das Schloß meiner Mutter (Originaltitel: Le Château de ma mère) ist ein französischer Spielfilm aus dem Jahr 1990. Er ist nach Der Ruhm meines Vaters der zweite Teil der Verfilmung des autobiographischen Romans Eine Kindheit in der Provence von Marcel Pagnol.

## Handlung
Um 1905 soll sich der zehnjährige Marcel auf die Prüfung für die Oberschule vorbereiten. Als Belohnung winkt der Aufenthalt im Ferienhaus in seinen geliebten Hügeln der Provence. Nach einem Vorschlag der Mutter verbringt die Familie auch die Wochenenden im Ferienhaus. Marcel trifft auf das Mädchen Isabelle und verliebt sich in sie. Doch Isabelle spielt sich bald als Herrscherin über ihn auf. Lili und Paul beobachten die zwei und informieren die Eltern. Nach der bitteren Enttäuschung seiner ersten Liebe wendet er sich wieder seinem Freund Lili zu.
Nachdem ein ehemaliger Schüler, der jetzt Kanalwärter ist, seinem Vater unerlaubterweise einen Schlüssel zum Abkürzen des Weges zu ihrem Ferienhaus gibt und sie dabei von einem Aufseher ertappt werden, wird sein Vater dadurch in eine prekäre Lage gebracht. Die Mutter bricht zusammen. Der Kanalwärter kann aber die Situation mit zwei Freunden lösen.
Nach fünf Jahren endet die Kindheitsidylle mit dem Tod der Mutter. Sein Kinderfreund Lili kommt 1917 im Krieg durch eine Kugel ums Leben. Sein Bruder Paul, der später als Hirte in den Hügeln tätig ist, verstirbt mit 30. 
Als Marcel erwachsen ist und für Filmaufnahmen ein Schloss kauft, entdeckt er, dass es sich um das Schloss handelt, das in seiner Kindheit eine wichtige Rolle gespielt hat. Hier wurden sie von dem Aufseher ertappt.

## Kritiken
Die Fernsehzeitschrift prisma urteilte: „In diesem zweiten Teil zeigt Regisseur Yves Robert wieder wunderbare Landschaftsaufnahmen, slapstickartige Gags am Rande und hübsches Dekor. Zur Nostalgie neigende Zuschauer können hier in einer überaus gelungenen Verfilmung in eine fast vergessene Zeit tauchen.“

„Der liebevoll inszenierte, von zartem Humor getragene Film besticht vor allem durch seine wunderschön fotografierten Landschaftsaufnahmen und das sensible und natürliche Spiel der Darsteller.“

## Auszeichnungen
Die vierfache Nominierung für den französischen César im selben Jahr führte in keiner Kategorie zu einem Preis.
Die Deutsche Film- und Medienbewertung FBW in Wiesbaden verlieh dem Film das Prädikat wertvoll.